# Matteuspassionen
Matteuspassionen är ett musikaliskt verk för solister, kör och orkester av Johann Sebastian Bach baserat på de delar av Matteusevangeliet som skildrar Jesu lidande och död. Verket innehåller koraler och arior med texter av Picander mellan de delar som skildrar handlingen.
En uppsättning av Matteuspassionen som Mendelssohn gjorde anses ha lett till "återupptäckten" av Bachs musik på 1800-talet.

## Diskografi i urval
Philippe Herreweghe & Collegium Vocale. Harmonia Mundi. 1999.